# (9102) Foglar
(9102) Foglar ist ein Asteroid des Hauptgürtels, der am 12. Dezember 1996 von den tschechischen Astronomen Miloš Tichý und Zdeněk Moravec am Kleť-Observatorium (IAU-Code 046) nahe der Stadt Český Krumlov in Böhmen entdeckt wurde.
Der Asteroid wurde am 28. Juli 1999 nach dem tschechischen Schriftsteller und Verfasser von Jugendbüchern Jaroslav Foglar (1907–1999) benannt, der sein ganzes Leben als Gruppenleiter der Pfadfinderbewegung widmete.